# Château-Bas de Guitalens
Le château-Bas de Guitalens est un château situé à Guitalens-L'Albarède (anciennement Guitalens), dans le Tarn (France). Cet édifice en bordure de l'Agout date du XIIIe siècle, et a un temps servit de commanderie hospitalière.

## Historique

### Origine
Le château-Bas est sûrement élevé au cours du XIIIe siècle, à l'ouest du village de Guitalens, alors indépendant de Lalbarède. Une autre source voudrait que cet édifice date plutôt du XVe siècle.[réf. souhaitée]

### Commanderie hospitalière
Au XVIIe siècle, après avoir appartenu à la famille de Bérail, le château-Bas devient une commanderie des Hospitaliers de l'ordre de Saint-Jean de Jérusalem. 
En effet, le 24 juillet 1657, l'édifice est racheté au seigneur de Belcastel, François de Bérail, pour 55 500 livres par le frère Jean de Bernuy-Villeneuve, bailli de l'Aigle, sur demande de l'Ordre. Par ailleurs, les Hospitaliers possèdent à la même époque de nombreuses terres à Guitalens, comme quatre métairies, deux moulins, une chapelle dans l'église, et différents champs et terres agricoles. À la mort de Jean de Bernuy-Villeneuve, le château et tout le domaine de Guitalens est rattaché à la commanderie de Rayssac, située à Albi.
Le château-Bas a été confisqué à l'ordre de Saint-Jean de Jérusalem à la Révolution française. 

## Architecture
Le château-Bas de Guitalens se présente sous la forme d'un massif corps de logis carré sur deux étages, flanqué de deux ailes à l'Est. L'édifice dans son ensemble présente donc un plan en U, et forme une cour à l'Est. Il possède un toit à deux pentes, qui, pour être installé, a nécessité l'abaissement des murs[réf. souhaitée]. Ceux-ci sont donc moins hauts qu'originellement. La façade principale est côtoyée en son centre, au niveau de la cour, par une tour ronde surmontant le toit. La partie haute de cette dernière 
La présence de fenêtres à meneaux, visibles sur les façades arrières, attestent de remaniements à la Renaissance. Certaines ouvertures, dont une porte au rez-de-chaussée, semblent dater précisément du XVIe siècle.
Le château possède un petit domaine en bordure de l'Agout, comprenant un espace boisé et un petit étang, ainsi qu'une belle fontaine dans le style renaissance.